# Erik-Simon Strijk
Erik-Simon Strijk (* 1985 in Hazerswoude-Rijndijk) ist ein niederländischer Duathlet und Triathlet. Er ist zweifacher nationaler Meister auf der Triathlon-Langdistanz (2013, 2019).

## Werdegang
2013 wurde er Nationaler Meister auf der Duathlon-Kurzdistanz.
Erik-Simon Strijk wurde im April 2013 und erneut im September 2019 niederländischer Meister auf der Triathlon-Langdistanz sowie in den Jahren 2015 und 2016 jeweils Vizemeister.
Im Januar 2020 wurde er beim Israman 113 Zweiter auf der Mitteldistanz
Erik-Simon Strijk studierte Graphik-Design am Grafisch Lyceum Rotterdam und lebt in Roosendaal.

## Sportliche Erfolge
| Datum/Jahr    | Platz | Wettbewerb                                           | Austragungsort | Zeit     | Bemerkung                     |
| ------------- | ----- | ---------------------------------------------------- | -------------- | -------- | ----------------------------- |
| 31. Jan. 2020 | 2     | Israman 113                                          | Eilat          | 04:37:25 | Zweiter auf der Mitteldistanz |
| 14. Juli 2019 | 4     | NED Middle Distance Triathlon National Championships | Klazienaveen   | 04:01:51 |                               |

| Datum/Jahr    | Rang | Wettbewerb                                         | Austragungsort | Zeit     | Bemerkung |
| ------------- | ---- | -------------------------------------------------- | -------------- | -------- | --- |
| 14. Sep. 2019 | 1    | NED Long Distance Triathlon National Championships | Almere         | 08:21:28 | |
| 19. Jan. 2019 | 5    | Israman 226                                        | Eilat          | 10:00:39 | auf der Langdistanz, hinter dem Deutschen Christian Alstadt                                                   |
| 10. Sep. 2016 | 2    | NED Long Distance Triathlon National Championships | Almere         | 08:24:46 | Vizemeister hinter Dirk Wijnalda                                                                              |
| 12. Sep. 2015 | 2    | NED Long Distance Triathlon National Championships | Almere         | 08:22:29 | niederländischer Vizemeister als Dritter bei der Challenge Almere-Amsterdam hinter Mark Oude Bennink (Rang 2) |
| 21. Apr. 2013 | 1    | NED Long Distance Triathlon National Championships | Almere         | 08:45:48 | als Dritter bei der Challenge Almere-Amsterdam                                                                |

| Datum/Jahr    | Rang | Wettbewerb                          | Austragungsort    | Zeit     | Bemerkung                        |
| ------------- | ---- | ----------------------------------- | ----------------- | -------- | -------------------------------- |
| 21. Apr. 2013 | 2    | NED Duathlon National Championships | Horst aan de Maas | 02:47:18 | Vizemeister hinter Wim Nieuwkerk |

DNF – Did Not Finish